# Tani Bunchō

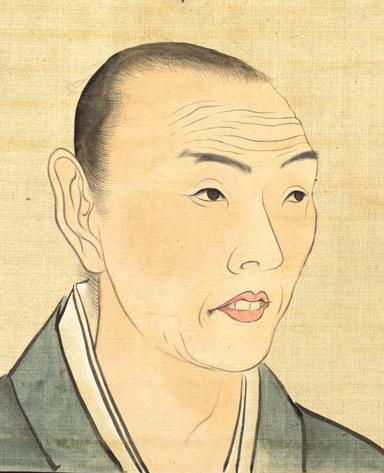
Autoritratto di Tani Bunchō

Tani Bunchō (谷 文晁?; Edo, 15 ottobre 1763 – Edo, 6 gennaio 1841) è stato un pittore e poeta giapponese.

## Biografia

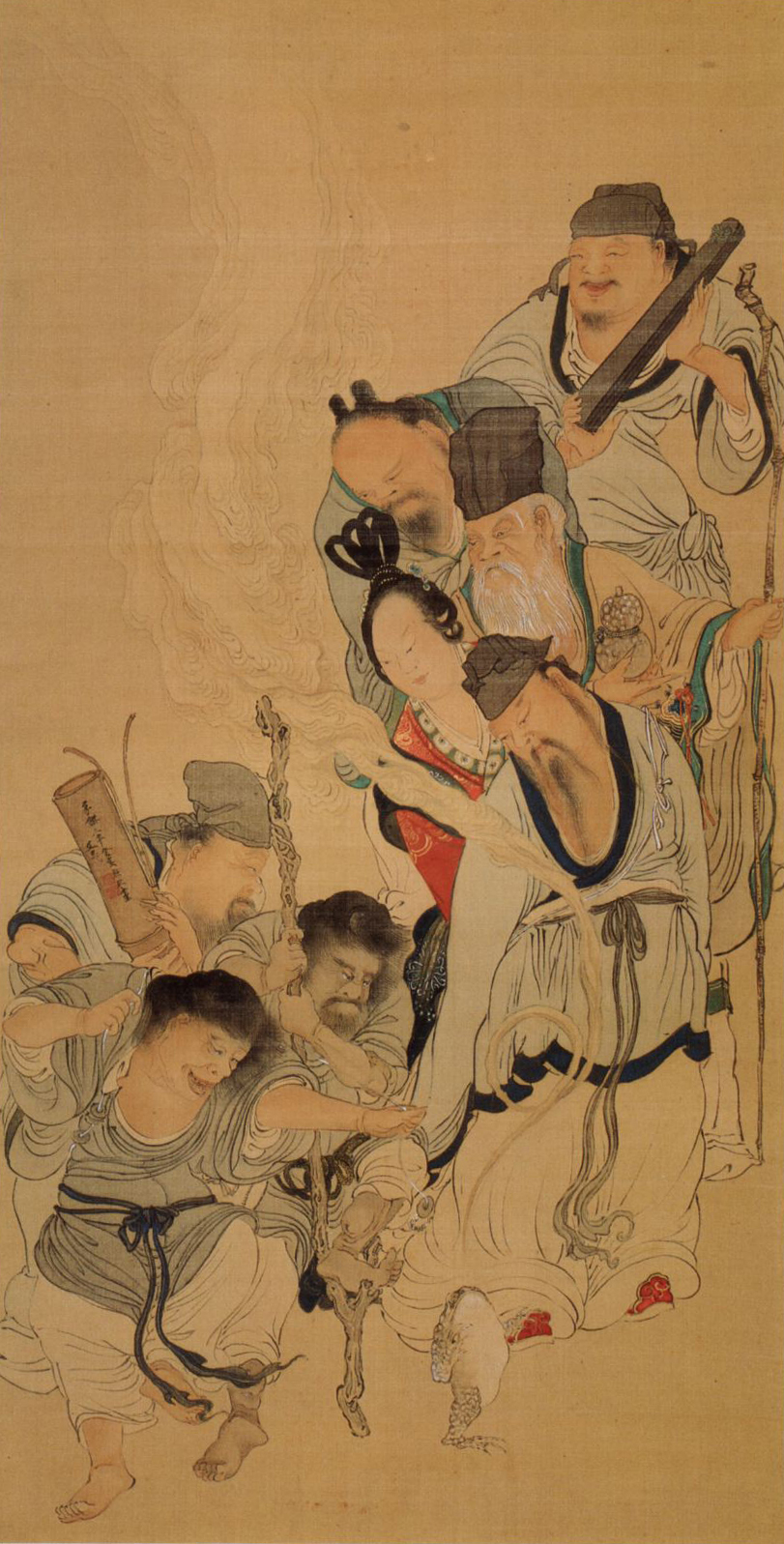
8 Daoist Immortals di Tani Bunchō

Era figlio del poeta Tani Rokkoku (1729-1809). Poiché la sua famiglia serviva il clan dei Tayasu, discendenti dell'ottavo shōgun Tokugawa, Bunchō ereditò lo status di samurai e di conseguenza tutti gli oneri che questo status comportava. In gioventù iniziò a studiare le tecniche di pittura della scuola Kanō sotto Katō Bunrei (1706–1782). Dopo la morte di Bunrei, Bunchō ha lavorò con maestri di altre scuole, come il pittore e letterato Kitayama Kangen (1767-1801), e e sviluppò uno stile molto variegato che includeva influenze cinesi, giapponesi ed europee. Divenne particolarmente importante come il servitore di Matsudaira Sadanobu (1759-1829), figlio biologico di Tayasu che fu adottato nella famiglia Matsudaira prima di diventare capo consigliere senior (rōjū shuza; 老中首座) dello shogunato Tokugawa nel 1787. Bunchō è meglio conosciuto per i suoi paesaggi idealizzati in stile letterato (Nanga o Bunjinga).

## Stile
A differenza della maggior parte dei pittori "bunjinga" del suo tempo, tuttavia, Bunchō era un artista estremamente eclettico, che dipingeva paesaggi cinesi idealizzati, siti giapponesi reali e paesaggi tradizionali ispirati alla poesia. Dipinse anche ritratti dei suoi contemporanei (come Ono Ranzan e Kimura Kenkadō), così come immagini di personaggi influenti della letteratura cinese come Su Shi e Tao Yuanming. Poiché viaggiare fuori dal Giappone era proibito dallo shogunato Tokugawa, Bunchō non poteva andare a studiare in Cina; trascorse quindi molti anni viaggiando per il Giappone, studiando arte cinese, giapponese e occidentale (洋 画, "Yōga").
Watanabe Kazan, Sakai Hōitsu e Takaku Aigai erano tra i suoi discepoli. Uno dei suoi allievi era il famoso pittore Okuhara Seiko.